# Tinodes bahuchakha
Tinodes bahuchakha är en nattsländeart som beskrevs av Schmid 1972. Tinodes bahuchakha ingår i släktet Tinodes och familjen tunnelnattsländor. Inga underarter finns listade i Catalogue of Life.